# Stoddard, New Hampshire
Stoddard är en kommun (town) i Cheshire County i delstaten New Hampshire i USA med cirka 928 invånare (2000).